# Hypena elongatus
Hypena elongatus är en fjärilsart som beskrevs av Fabricius 1798. Hypena elongatus ingår i släktet Hypena och familjen nattflyn. Inga underarter finns listade i Catalogue of Life.